# Rivière-Devant
Rivière-Devant era una comuna francesa que estaba situada en el departamento de Jura, de la región de Borgoña-Franco Condado, que en 1973 pasó a formar parte de la comuna de Grande-Rivière.

## Demografía
| Gráfica de evolución demográfica de Rivière-Devant entre 1800 y 1968 |
|                                                                      |

Los datos demográficos contemplados en este gráfico se han cogido de la página francesa EHESS/Cassini.